# Christophe Gavat
 (mai 2017).
Christophe Gavat, né en 1966, est un commissaire de police et un essayiste français.

## Carrière dans la police
Il entre dans la police en 1989. Lieutenant, il est en poste en région parisienne, puis à Lyon, au sein de la sûreté départementale. Il est décoré de la médaille d'honneur pour acte de courage et de dévouement en 1996, à la suite de son action lors d'un braquage de banque au cours duquel un de ses collègues est blessé.
Il réussit le concours de commissaire en 2002 et exerce à Cannes et à Perpignan. Il est nommé chef de l'antenne grenobloise de la police judiciaire en 2010. Après avoir été suspendu de ses fonctions à la suite de sa mise en examen, il est nommé directeur adjoint de la police aux frontières du département de la Guyane en 2012. Après avoir annoncé mettre un terme à sa carrière début 2014, il reprend du service le 15 septembre 2014 au commissariat d'Annecy.

## «Affaire Neyret»
Subordonné du directeur adjoint de la PJ de Lyon, Michel Neyret, il est arrêté (quand?) au cours de l'enquête qui vise celui-ci, avec trois autres policiers. À l'issue de quatre jours de garde à vue, il est mis en examen pour association de malfaiteurs, trafic de stupéfiants, détournement de scellés et vol en réunion. Il est en outre soumis à un contrôle judiciaire et suspendu de ses fonctions. Parallèlement, une enquête administrative est ouverte. À la suite de cette dernière il reçoit un blâme pour « négligence fautive » (il lui est reproché de ne pas avoir prévenu sa hiérarchie que Michel Neyret lui demandait de commettre un acte illégal) et est autorisé à réintégrer la police en 2012. En mai 2015, le parquet demande son renvoi devant le tribunal mais uniquement pour détournement de scellés et offre, détention ou cession de drogue. Le 5 juillet 2016, il est relaxé de la totalité des faits qui lui étaient reprochés. Lors du procès en appel, le parquet ne requiert aucune peine contre lui  et il est de nouveau relaxé le 12 juin 2018.

## Carrière d'écrivain
Dans son premier livre, paru en 2013, quelques mois après sa mise en cause dans l'« affaire Neyret », il revient sur sa carrière, clame son innocence et critique la manière dont l'enquête a été menée. Le film Borderline d'Olivier Marchal en est très librement inspiré. Il revient dans son second livre sur des anecdotes marquantes de sa vie de policier et porte un regard désabusé sur les institutions policière et judiciaire françaises.

## Décoration
- Chevalier de l'ordre national du Mérite (nommé le 15 mai 2025)[4].

## Publications
- 96 heures, un commissaire en garde à vue, Paris, Éditions Michalon , 2013, 283 p.  (ISBN 978-2-84186-692-2).
- Flic un jour, flic toujours. La 97e Heure, Paris, Éditions Michalon, coll. « Récit », 2014, 288 p.  (ISBN 978-2-84186-727-1)
- Corruption ordinaire - roman ;  Sang neuf - Plon (mars 2018), 428 p
- Cap Canaille, Fayard (2020), Prix du Quai des Orfèvres 2021[5]
- Endorphine, Fayard (2022)

## Filmographie
- 2022 : Overdose d'Olivier Marchal (scénariste)